# Raymond-Jacques Tournay
Raymond-Jacques Tournay OP (* 28. März 1912 in Paris; † 25. November 1999 in Jerusalem) war ein französischer römisch-katholischer Priester und biblischer Exeget sowie Assyriologe.

## Leben
Jacques Tournay war ein Sohn von Maxime Tournay und Marie Périnelle und wurde am 28. März 1912 im 16. Arrondissement in Paris als ältestes von vier Geschwistern geboren. Er besuchte die Grundschule Frères des Écoles chrétiennes an der Rue de Grenelle, dann das Collège Stanislas und das Collège Albert de Mun in Nogent-sur-Marne.
Am 14. September 1930 trat er in das dominikanische Noviziat in Amiens ein, wo er den Namen Raymond erhielt. Er studierte Philosophie und Theologie an der Hochschule des Ordens der Dominikaner in Le Saulchoir in Kain, einem Gemeindeteil von Tournai, wo er bei großen Theologen wie Pater Yves Congar, Marie-Dominique Chenu und Antonin-Gilbert Sertillanges (1863–1943) studierte.
Am 14. Juli 1936 empfing Raymond Tournay die Priesterweihe, wurde für die Bibelschule in Jerusalem ausgewählt und begann beim Kanoniker Georges Ryckmans in Löwen die Assyrisch-Babylonische Sprache zu lernen. Kurz darauf begann er gemeinsam mit Pater Jean-Vincent Scheil O. P., der ihn in den Kreis der Pariser Orientalisten einführte, die ersten Übersetzungen des berühmten Hammurabi-Codes anzufertigen.
Im September 1938 ging er nach Palästina, kehrte aber 1940 wieder nach Frankreich zurück, um bis zum Ende des Zweiten Weltkriegs an der École pratique des hautes études Kurse von René Labat und Jean Nougayrol zu besuchen. Im Anschluss begann er die Legenden von Gilgamesch zu studieren. Ferner schloss er sich einem Netzwerk an, das jüdischen Kollegen helfen sollte, und erweiterte seine Aktion auf ein Engagement für den Widerstand, insbesondere durch die Verbreitung heimlicher Schriften, wobei er sich mehrmals kaum der Verhaftung durch die Deutschen entziehen konnte.
1946 reiste er erneut nach Palästina, um sich weiterhin der Entschlüsselung alter Inschriften zu widmen. Dort bekannte er sich wiederholt zu arabischen Opfern der israelischen Territorialpolitik (UN-Teilungsplan für Palästina).
Ab 1964 wurde er Lehrer des 17 Jahre alten Prinz Hassan ibn Talal, des Bruders von König Hussein von Jordanien. Mehrere Jahre lang kam jede Woche ein Auto, um ihn abzuholen und nach Amman zu fahren, wo er ihm Französisch, Hebräisch und sogar Aramäisch beibrachte. Nach dem Sechstagekrieg spielte er eine inoffizielle diplomatische Rolle als Vermittler zwischen der jordanischen Königsfamilie, Frankreich und dem Vatikan und sogar mit einigen seiner israelischen Freunde.
Von 1972 bis 1981 war er Direktor der École biblique et archéologique française de Jérusalem (EBAF), wo er seit 1946 auch als Professor tätig war.
Raymond Jacques Tournay verstarb 87-jährig am 25. November 1999 in Jerusalem.

## Auszeichnungen
- 1972 Ordre national du Mérite
- 1981 Verdienstorden der Ehrenlegion
- Am 15. November 1994 verlieh ihm die Universität Freiburg die Ehrendoktorwürde für ein halbes Jahrhundert wissenschaftlicher Tätigkeit, die Bemühungen um den Frieden zwischen Juden und Arabern sowie die Sorge um die Armen und politischen Gefangenen.[4]

## Schriften
- (mit Aaron Shaffer) L’épopée de Gilgamesh, Introduction, traduction et notes.  Éditions du Cerf, 1977.
- Quand Dieu parle aux hommes le langage de l’amour. Études sur le Cantique des cantiques. J. Gabalda, Paris 1982.
- Le Psautier de Jérusalem. Éditions du Cerf, 1986, ISBN 978-2-204-02465-5.
- Voir et entendre Dieu avec les Psaumes, ou, La liturgie prophétique du Second Temple à Jérusalem. J. Gabalda, Paris 1988.